# Бенгкулу
Бенгкулу е една от провинциите на Индонезия. Административен център е едноименния град Бенгкулу. Населението ѝ е 1 872 136 жители (по преброяване от май 2015 г.), а площта – 19 919 кв. км. Ислямът е преобладаващата религия. Намира се в часова зона UTC+7. Британската източноиндийска компания основава търговски център за търговия с пипер тук, както и гарнизон. Първият президент на Индонезия е живял в провинцията. В провинцията се добиват между 200 и 400 хиляди тона въглища годишно за износ към Малайзия, Сингапур, Южна и Източна Азия.